# Sports Illustrated
Sports Illustrated – amerykańskie czasopismo o tematyce sportowej, założone 16 sierpnia 1954. Obecnie wydawane jest w Nowym Jorku, w przeszłości w Los Angeles czy Chicago. Nakład przekracza 2 miliony egzemplarzy. Magazyn jest własnością koncernu Authentic Brands Group, a wydawany jest przez theMaven, Inc. Raz do roku, począwszy od 1964, wydawany jest Swimsuit Issue ze zdjęciami modelek prezentujących stroje kąpielowe w egzotycznych krajobrazach.